# 第八号駆潜艇
第八号駆潜艇（だいはちごうくせんてい）は、日本海軍の駆潜艇。普遍的には第四号型駆潜艇の5番艇とされているが、海軍省が定めた特務艇類別等級および艦艇類別等級では第一号型駆潜艇の8番艇。

## 艇歴
③計画の300トン型駆潜艇、仮称艦名第63号艦として計画。1938年1月10日、株式会社玉造船所で建造番号260番船として起工。5月28日、第八号駆潜艇と命名され、特務艇/駆潜艇/第一号型の7番艇に定められる。8月9日、進水。11月30日竣工し、本籍を横須賀鎮守府に定められ、横須賀防備隊附属に編入。
1940年11月15日、艦艇類別等級と特務艇類別等級の改正により、特務艇の駆潜艇から艦艇の駆潜艇となり、本籍を呉鎮守府に定められる。同日、第七号駆潜艇、第八号駆潜艇、第九号駆潜艇の3隻で第十一駆潜隊を新編し、第二艦隊第十一根拠地隊に編入。11月18日、司令駆潜艇を第七号駆潜艇から変更されたが、同日第七号駆潜艇に復帰。
1941年4月10日、第十一駆潜隊は第三艦隊第一根拠地隊に編入。5月14日、司令駆潜艇を第七号駆潜艇から第八号駆潜艇に変更。31日、司令駆潜艇を第七号駆潜艇に復帰。以後1941年9月まで断続的に中国大陸沿岸で監視哨戒にあたる。10月31日、第十一駆潜隊は南遣艦隊第九根拠地隊に編入。
太平洋戦争の緒戦ではマレー半島上陸船団の護衛とパレンバン攻略船団の護衛に従事。1942年3月以後はペナンを根拠地としてシンガポール、サバン方面の護衛に従事。4月10日、第十一駆潜隊は第一南遣艦隊第九根拠地隊に編入。以後、第一南遣艦隊隷下の根拠地隊や特別根拠地隊間での異動を繰り返しつつ任務に従事。
1945年3月4日、船団護衛中にマラッカ海峡北部でイギリス潜水艦トレンチャントとテラピンの攻撃を受け沈没した。
1947年5月3日、第八号駆潜艇は海軍編制の廃止に伴い除籍され、第十一駆潜隊も廃止された。

## 駆潜艇長
艤装員長
- 蓼沼三郎 大尉：1938年11月15日 - 1938年11月30日

駆潜艇長
- 濱崎長太郎 大尉：1940年11月15日 - 1941年9月10日
- 島田喜與三 大尉：1941年9月10日 - 1943年5月15日
- 亀井晴治 予備大尉/大尉：1943年5月15日 - 1945年3月4日 戦死、同日付任海軍少佐
  - （臨時）市橋勉 少佐：1944年12月10日 - 1944年12月12日